# Paul Hofstetter
Paul Hofstetter (* 5. Februar 1907 in Botnang; † 16. Februar 1983 in Stuttgart) war ein deutscher Politiker (SPD).

## Leben
Nach dem Schulbesuch absolvierte Hofstetter in den Jahren 1921 bis 1925 eine Buchdruckerlehre an der Staatlichen Kunstgewerbeschule Stuttgart. Später bestand er die Prüfung als Buchdruckermeister. Er arbeitete bis zum Jahr 1932 in Stuttgarter Druckereien, war von 1933 bis 1935 als Druckereileiter und seit 1935 als selbstständiger Buchdrucker tätig. Während der Zeit der Weimarer Republik engagierte er sich im Bildungsverband der deutschen Buchdrucker. Daneben war er von 1921 bis 1933 Funktionär der SAJ sowie der Gewerkschaftsjugend. Im Jahr 1925 hatte er sich der SPD angeschlossen. Von 1939 bis 1945 arbeitete er als kaufmännischer Angestellter und stellvertretender Abteilungsleiter bei der Robert Bosch GmbH in Stuttgart-Feuerbach.
Nach dem Zweiten Weltkrieg beteiligte sich Hofstetter an der Neugründung der SPD in Stuttgart, für die er von 1946 bis 1949 im Gemeinderat saß. Eine Anstellung fand er von 1946 bis 1947 als Abteilungsleiter im Wirtschaftsministerium Württemberg-Badens (Referat Eisen und Metalle). Außerdem zählte er zu den Gründern der Kulturgemeinschaft des Württembergischen Gewerkschaftsbundes, organisierte den Aufbau der Arbeiterwohlfahrt und war von 1951 bis 1972 Landesvorsitzender der AWO Württemberg-Baden bzw. Baden-Württemberg. Darüber hinaus war er von 1956 bis 1971 Mitbegründer und Vorsitzender der Liga der Freien Wohlfahrtspflege in Baden-Württemberg und seit 1968 stellvertretender Vorsitzender des Verbandes der deutschen Volksbühnenvereine.
Hofstetter war ab dem 12. Oktober 1949, als er für den ausgeschiedenen Abgeordneten Willi Lausen nachrückte, Landtagsabgeordneter im Landtag von Württemberg-Baden. Bei der Landtagswahl 1950 konnte er über den Wahlkreis Stuttgart I erneut ins Landesparlament einziehen.
Im Zuge der Bildung des Südweststaates wurde er bei der Wahl zur Verfassunggebenden Landesversammlung 1952 über die Landesliste gewählt und war dann bis 1956 Abgeordneter im Landtag von Baden-Württemberg. Bei den Landtagswahlen 1960, 1964 und 1968 schaffte er über den Wahlkreis Stuttgart III den Wiedereinzug ins Parlament, dem er bis zum Jahr 1972 angehörte. Bei den ersten beiden Wahlterminen gewann er das Direktmandat, 1968 nur das Zweitmandat.
Paul Hofstetter war mit Lisa Hauser verheiratet und hatte zwei Kinder.

## Ehrungen
- 1972: Marie-Juchacz-Plakette
- 1973: Großes Verdienstkreuz der Bundesrepublik Deutschland[2]
- 1975: Verdienstmedaille des Landes Baden-Württemberg[3]
- Ein Seniorenzentrum der AWO in Stuttgart-Feuerbach ist nach Hofstetter benannt worden.